# إسيلين سولهيم
إسيلين سولهيم (20 يونيو 1990)، وتعرف فنيا باسم إيسيلين (Iselin)، هي مغنية وكاتبة أغاني نرويجية. اشتهرت بأداء أغنيتي ألان واكر، «تلاشى» (بالإنجليزية: Faded)‏، و«غنيلي لأنام» (بالإنجليزية: Sing Me to Sleep)‏.

## مشوارها
ولدت إيسيلين في بلدية نوستدال الموجودة في سوغن وفيوردانه، النرويج وبدأت الغناء في سن مبكر. سنة 2007، شاركت في النسخة النرويجية من برنامج بوب آيدول، يسمى آيدول: البحث عن نجم، وصنفت فيه في طوب 40. سنة 2009 وبعد المدرسة الثانوية، دخلت إلى ثانوية سكيرينغسال التقليدية (بالنرويجية: Skiringssal Folkehøgskule‏)، حيث درست أساسا الموسيقى وبدأت بكتابة أغاني خاصة. سنة 2010، دخلت إلى معهد الفنون التعبيرية في ليفربول ودرست تعميم الموسيقى وتكنولوجيا الصوت . حيث تدربت وتطورت كمغنية.
بعد عودتها إلى النرويج من المملكة المتحدة، وقعت عقدا مع بيسي للموسيقى فورا. وأصدرت أول أغنية منفردة لها باسم ماذا يجري؟ (بالإنجليزية: ?What Heppening)‏ والتي تلقت انتشارا واسعا، واختيرت أغنية الأسبوع في محطة الإذاعة الوطنية راديو النرويج. في هذا الوقت، التقت سولهيم مع جيسبير بورغن ومدير أعمالها السابق هايلد وال من بيسي للموسيقى لمحاولة تجديد الشراكة بينهما. بعد ذلك ألفوا وأنتجوا معا أغنية سحرنا (بالإنجليزية: The Wizard of Us)‏.
في أواخر 2015 وبداية 2016، أدت أغنيتي ألان واكر، تلاشى (بالإنجليزية: Faded)‏، وغنيلي لأنام (بالإنجليزية: Sing Me to Sleep)‏.

## ديسكوغرافيا

### كمغنية رئيسة
| الإسم بالعربية | الإسم الأصلي     | السنة | الألبوم      |
| -------------- | ---------------- | ----- | ------------ |
| ماذا يجري؟     | What's Happening | 2012  | أغنية منفردة |
| سحرنا          | The Wizard of Us | 2013  | أغنية منفردة |
| وحي            | Oracle           | 2013  | أغنية منفردة |
| عمالقة         | Giants           | 2015  | أغنية منفردة |
| استمع          | Listen           | 2016  | أغنية منفردة |

### كمغنية مشتركة
| الإسم بالعربية                           | الإسم الأصلي | السنة | الألبوم      |
| ---------------------------------------- | ------------ | ----- | ------------ |
| خفي (سير.كوز بمشاركة إيسيلين)            | Usynlig      | 2013  | نحن سير.كوز  |
| عمالقة (لوتيس مع مونتيس بمشاركة إيسيلين) | Giants       | 2017  | أغنية منفردة |
| هل تهتم (ريان ريباك بمشاركة إيسيلين)     | Do You Care  | 2017  | أغنية منفردة |
| ممرت ب (فيليكس كارتال بمشاركة إيسيلين)   | Walking By   | 2018  | أغنية منفردة |